# Braslovče
Braslovče (Duits: Fraßlau) is een gemeente in Slovenië in de regio Stiermarken. Het telde tijdens de volkstelling in 2002 4933 inwoners. Door de gemeente stroomt de Savinja. Braslovče werd voor het eerst in 1140 vermeld. In de tweede helft van de 14e eeuw ontving het marktrechten van de graven van Celje. De parochiekerk van Maria-Tenhemelopneming werd voor het eerst in 1255 genoemd. In de gehele gemeente overwegen werkzaamheden in de secundaire en tertiaire sector, het gaat dan meestal om pendelaars. In de gemeente zelf is de aanbouw van hop van belang.
Braslovče telt de volgende dorpen:
Dobrovlje, Glinje, Gomilsko (eerste vermelding in 1545), Grajska vas, Kamenèe (eerste vermelding in 1423), Letuš (eerste vermelding in 1340), Male Braslovče, Orla vas, Parižlje (eerste vermelding in 1383), Podgorje, Podvrh, Poljče, Preserje, Rakovlje, Spodnje Gorče (eerste vermelding in 1269), Šentrupert (eerste vermelding in 1336), Šmatevž, Topovlje, Trnava, Zakl en Zgornje Gorče.
Romeinse vondsten zijn gedaan in Gomilsko en Grajska vas. In het eerste dorp bevindt zich een Romeinse begraafplaats, terwijl Grajska vas overblijfselen bezit, die doen vermoeden dat hier de Romeinse rustplaats Ad Medias gelegen heeft.
In Podvrh stond reeds in de 12e eeuw kasteel Žovnek, vanwaar de graven van Celje stammen. Dit in 1173 voor het eerst vermelde kasteel werd in de 19e eeuw verlaten en is tegenwoordig een ruïne. Aan het begin van de 19e eeuw werd er in classicistische kasteeltje Novi Žovnek gebouwd. In het nabije Šmatevž stond het vierhoekige kasteel Stravšnek, dat reeds in 1467 als jachtslot dienstdeed.
Het officiële einde van de Tweede Wereldoorlog in Slovenië werd in Letuš bezegeld; hier tekende bevelhebber Alexander Löhr namens de zich nog in Slovenië bevindende Duitse troepen de capitulatie in mei 1945.
Behalve de genoemde kerk van Maria Hemelvaart bevinden zich in Braslovèe volgende bezienswaardige kerken:
- votiefkerk HH. Johannes en Paulus uit de 16e eeuw (Dobrovlje)
- parochiekerk H. Stephanus (Gomilsko)
- votiefkerk H. Christoffel uit de 15e eeuw, huidig aanzine van rond 1700 (Grajska vas)
- votiefkerk H. Rupert voor het eerst vermeld in 1336, geheel verbouwd in de 19e eeuw (Šentrupert)
- votiefkerk H. Mattheus, voor het eerst vermeld in 1467 en rond 1850 verbouwd (Šmatevž)
- bedevaartkerk H. Martinus van Tours, van oorsprong romaans maar geheel vernieuwd in 1897 (Podvrh).

## Plaatsen in de gemeente
Braslovče, Dobrovlje, Glinje, Gomilsko, Grajska vas, Kamenče, Letuš, Male Braslovče, Orla vas, Parižlje, Podgorje pri Letušu, Podvrh, Poljče, Preserje, Rakovlje, Spodnje Gorče, Šentrupert, Šmatevž, Topovlje, Trnava, Zakl, Zgornje Gorče
Bistrica ob Sotli · Braslovče · Celje · Dobje · Dobrna · Gornji Grad · Kozje · Laško · Ljubno · Luče · Mozirje · Nazarje · Podčetrtek · Polzela · Prebold · Radeče · Rečica ob Savinji · Rogaška Slatina · Rogatec · Šentjur pri Celju · Slovenske Konjice · Šmarje pri Jelšah · Šmartno ob Paki · Solčava · Šoštanj · Štore · Tabor · Velenje · Vitanje · Vojnik · Vransko · Žalec · Zreče